# 眼斑齒鰩
眼斑齒鰩（學名：Dentiraja oculus），為軟骨魚綱鰩目鰩科齒鰩屬的一種，分布於東印度洋澳洲海域，深度200至389公尺，本魚盤窄，頂端圓，寬度為長約71–74%，尾較寬，中部寬度為高度的1.7–2.3倍，第一背鰭起點的寬度為高度的1.9–2.2倍，吻長為眶間寬的3.4-3.6倍，眶徑為眶間寬度的68–82％，第一背鰭高為基長的1.6-1.8倍，第一背鰭起點至尾尖的距離為第一背鰭基長的2.4-3.1倍，尾鰭長的1.8-2.5倍，上顎齒列34-40列，背部呈褐色或灰色，每側胸鰭上都有一個大的深色眼斑，腹面顏色不一致，盤和尾部呈灰色或棕色，遠端顏色較淺，腹側感覺孔淡灰色或黑色，周圍無暗色斑點，體長可達55.7公分，棲息在大陸棚及大陸坡上層海域，為底棲性魚類，肉食性，卵生，生活習性不明。